# Артур (фильм)
«Артур» — кинофильм режиссёра Стива Гордона, завоевавший две премии «Оскар» — за лучшую мужскую роль второго плана (Джон Гилгуд) и лучшую песню. Фильм имеет продолжение — «Артур 2: На мели». Главные роли исполняют Дадли Мур, удостоенный за эту актёрскую работу премии «Золотой глобус», и Лайза Миннелли.

## Сюжет
Главный герой фильма — Артур, самый богатый в мире алкоголик. Но в его жизни возникает одна проблема — для того, чтобы получить большую часть денег своих родителей, он должен жениться на девушке, которую ему сосватали его отец и бабушка. Но Артур жениться на этой девушке не может и не хочет — он любит другую, Линду Мароллу. И теперь Артур должен придумать, как ему всё устроить.

## В ролях
- Дадли Мур — Артур Бах
- Лайза Миннелли — Линда Маролла
- Джон Гилгуд — Хобсон
- Джеральдин Фицджеральд — Марта Бах
- Стивен Эллиотт — Барт Джонсон
- Джилл Айкенберри — Сюзан Джонсон
- Барни Мартин — Ральф Маролла